# Faza (elektryczność)

Układ trójfazowy skojarzony w gwiazdę i trójkąt

Faza – ogólne określenie źródła napięcia lub prądu elektrycznego pracującego w sieci elektrycznej jedno- lub wielofazowej. Nazwę „faza” stosuje się też do określenia samego przebiegu sygnału z takiego źródła.
Przesył energii elektrycznej na duże odległości od elektrowni do odbiorcy jest wykonywany za pomocą sieci trójfazowej, w której trzy fazy (źródła) skojarzone są w gwiazdę lub trójkąt. Napięcia poszczególnych faz są przesunięte względem siebie o 120°. 
Do sieci trójfazowej  można przyłączać zarówno odbiorniki trójfazowe (skojarzone w trójkąt lub gwiazdę), jak i jednofazowe, ale tylko pomiędzy przewód fazowy i przewód neutralny. Możliwe jest również używanie odbiorników dwufazowych.
W szczególnych przypadkach używa się sieci o większej liczbie faz.